# Louis Delamétherie
Louis Delamétherie est un homme politique français né le 9 mai 1752 à Bourges (Cher) et mort le 15 février 1829 au même lieu.

## Biographie
Avocat au Parlement de Paris de 1773 à 1793, il devient maire de Villequiers en 1794 puis juge au tribunal civil du Cher en l'an IV.
Il est élu député du Cher au Conseil des Anciens le 22 germinal an V. Son élection est annulée après le coup d’État du 18 fructidor an V. Le Consulat le nomme juge au tribunal d'appel de Bourges, puis président de chambre en 1811. Il est député du Cher en 1815, pendant les Cent-Jours.